# Tobin Bell
Tobin Bell (New York, 7 augustus 1942) is een Amerikaans televisie- en filmacteur die met name schurkenrollen speelt. Hij geeft gestalte aan onder meer de sadistische seriemoordenaar Jigsaw in de gehele Saw-filmreeks.

## Biografie
Bell groeide op in Weymouth, Massachusetts. Hij is de zoon van de Engelse actrice Eileen Bell. Hij volgde in New York acteerlessen bij Lee Strasberg en studeerde samen met actrice Ellen Burstyn. In 1988 debuteerde hij in de film 'Mississippi Burning'. Daarna volgden onder meer 'Goodfellas', In the Line of Fire en The Quick and the Dead. Hij speelde daarnaast gastrollen in televisieseries als NYPD Blue, ER, The X-Files, Nikita, Alias, Charmed en 24.
Bell speelt het hoofdpersonage in de Saw-horrorfilms Saw I, II, III, IV, V, VI, 3D en Jigsaw waarin hij als de briljante maar sadistische psychopaat Jigsaw zijn slachtoffers terroriseert. Naast zijn film- en tv-werk is Bell actief in het theater, als acteur en als schrijver van toneelstukken.

## Filmografie
- Mississippi Burning (1988) - FBI-agent
- An Innocent Man (1989) - Zeke
- Goodfellas (1990) - Agent
- Ruby (1992) - David Ferrie
- The Firm (1993) - De Scandinaviër
- In the Line of Fire (1993) - Mendoza
- Malice (1993) - Earl Leemus
- Serial Killer (1995) - William Lucian Morrano
- The Quick and the Dead (1995) - Dog Kelly
- La Femme Nikita - (1997) Perry Bauer
- Brown's Requiem (1998) - Stan the Man
- Best of the Best 4: Without Warning (1998) - Lukast Slava
- Overnight Delivery (1998) - John Dwayne Beezly
- The 4th floor [1999) - Slotenmaker
- Black Mask 2: City of Masks (2002) - Moloch
- Power Play (2002) - Clemens
- Saw (2004) - John Kramer/Jigsaw
- Saw II (2005) - John Kramer/Jigsaw
- Saw III (2006) - John Kramer/Jigsaw
- Saw IV (2007) - John Kramer/Jigsaw
- Decoys 2 (2007) - Professor Erwin Buckton
- Buried Alive (2007) - Lester
- The Kill Point - Alan Beck
- Boogeyman 2 (2008) - Dr. Mitchell Allen
- Saw V (2008) - John Kramer/Jigsaw
- Saw VI (2009) - John Kramer/Jigsaw
- Saw 3D (2010) - John Kramer/Jigsaw
- Dark House (aka Haunted, 2014)
- Finders Keepers (2014) - Dr. Freeman
- Jigsaw (2017) - John Kramer/Jigsaw
- Saw X (2023) - John Kramer/Jigsaw

## Tv-series
- 24 - seizoen 2/ Peter Kinsley (2002)
- The Sopranos / Major Zwingli (2001)

## Overige
- In zijn vrije tijd coacht Bell een honkbalteam.